# 台湾省政府
台湾省政府（たいわんしょうせいふ、繁: 臺灣省政府）は、中華民国の第一級行政区画の1つである台湾省の行政機関。台湾省行政長官公署の後継組織として1947年（民国36年）5月16日に設置された。
1998年（民国87年）の「台湾省政府功能業務・組織調整」（虚省化）に伴って台湾省政府の組織・業務は大幅に縮小されて事実上行政院の出先機関とされ、地方自治機関としての権限を失った。
2018年（民国107年）6月28日、行政院長の頼清徳は、台湾省政府及び台湾省諮議会の新年度予算をゼロとし、事実上廃止することを発表した。
省政府は中華民国憲法で定められた機関であり、中華民国憲法の改正を経ずに廃止することはできないため、台湾省政府は2024年（民国113年）現在も名目上存在している。

## 沿革
1947年（民国36年）の二・二八事件発生後、陳儀率いる台湾省行政長官公署に対する民衆の強い不満に配慮して、同年4月22日に行政院会議で台湾省行政長官公署の廃止が決定し、5月16日に台湾省政府に改組されて魏道明が初代主席に任命された。
当初台湾省政府は台北市に設置され、日本統治時代の台北市役所（現：行政院庁舎）が庁舎として使用された。1949年（民国38年）に中華民国政府が第二次国共内戦に敗れて台北に移転した。1954年（民国43年）の第一次台湾海峡危機の後、中国人民解放軍が台湾海峡を越えて台北を攻撃して行政機能が麻痺するのを防ぐために台湾省政府を内陸部に移転することが決定し、1957年（民国46年）に南投県南投鎮（現：南投市）中興新村に移転した。1972年（民国61年）までの間に台湾省政府の下部機関は全て台中市東区干城営区（現：干城里）に移転し、1975年（民国64年）に台中市南屯区に黎明新村が完成するとここに全機関・職員が移住・移転した。
1967年（民国56年）に台北市、1979年（民国68年）に高雄市が院轄市（現：直轄市）に移行したため台湾省の管轄範囲は縮小したが、それでもなお中華民国政府の実効支配地域の90%以上の面積を占めていた。2010年（民国99年）には台北県、台中県、台中市、台南県、台南市、高雄県が、2014年（民国103年）には桃園県が直轄市に移行して台湾省から離脱し、台湾省の面積は中華民国の実効支配地域の72.75%、人口は39.85%までに縮小した。
地方政府の階層を簡略化するために、1997年（民国86年）に国民大会で「中華民国憲法増修条文」の改正が決議され、1998年（民国85年）に台湾省の地方自治機関としての機能が凍結（虚省化）された。虚省化によって台湾省政府の権限は大幅に削減され、事実上行政院の出先機関となった。台湾省政府の下部機関は全て改称または廃止された。省政府の管轄下にあった県・市も行政院の管轄下に入った。
2010年代に入ると、複数党派の立法委員が台湾省政府の予算凍結や廃止を主張するようになった。2014年（民国103年）7月7日、蔡明法率いる「台湾政府」を名乗る約100名の集団が「トイレを借りる」という理由で台湾省政府庁舎に入り、庁舎を占拠する事件が発生した。約5時間後、警察が集団を安全に排除するために出動し、メンバーの1人が自由妨害罪で起訴された。
2018年（民国107年）6月23日、国家発展委員会主任委員の陳美伶は、同年7月1日付で台湾省政府の全ての業務と職員を行政院の機関に移管する「去任務化」の実施を発表し、同年末までに移行が完了した。行政院報道官の徐国勇は、「省政府は憲法で規定された機関であるため省政府や省主席という機関・役職は未だ名目上存続しているが、新たに省主席を任命することはない。省政府庁舎は国家発展委員会の管理下に置かれ、省政府の予算は来年度よりゼロとなる」と述べた。同年7月2日以降台湾省政府のウェブサイトは更新されなくなり、2019年（民国108年）に閉鎖された。

## 組織

### 首長
台湾省政府の首長は、官選の台湾省政府主席である。略して台湾省主席とも称される。1994年（民国83年）の「省県自治法」実施に伴い民選の台湾省長に改められたが、1998年（民国87年）の「台湾省政府功能業務・組織調整」に伴って再び官選の台湾省政府主席に改められた。

### 虚省化以前
主要役職
1947年 - 1994年
- 主席：1人
- 秘書長：1人
- 副秘書長：2人

1994年 - 1998年
- 省長：1人
- 副省長：2人
- 秘書長：1人
- 副秘書長：2人

1998年 - 2006年
- 主席：1人
- 副主席：1人

2006年 - 
- 主席：1人
- 秘書長：1人

1998年に虚省化が行われるまで、台湾省政府には30の一級機関、173の二級機関、及び多数の事業機構が存在した。
| 各機関・事業機構一覧                                                                     | 各機関・事業機構一覧                                          | 各機関・事業機構一覧                                                  |
| 一級機関                                                                                 | 一級機関                                                      | 一級機関                                                              |
| ---------------------------------------------------------------------------------------- | ------------------------------------------------------------- | --------------------------------------------------------------------- |
| 民政庁                                                                                   | 新聞処                                                        | 物資処                                                                |
| 財政庁                                                                                   | 地政処                                                        | 公務人員培訓処                                                        |
| 教育庁                                                                                   | 兵役処                                                        | 主計処                                                                |
| 建設庁                                                                                   | 勞工処                                                        | 人事処                                                                |
| 農林庁                                                                                   | 環境保護処                                                    | 政風処                                                                |
| 秘書処                                                                                   | 糧食局                                                        | 経済建設及研究考核委員会                                              |
| 警政庁                                                                                   | 住宅及都市発展局                                              | 訴願審議委員会                                                        |
| 社会処                                                                                   | 文化処                                                        | 法規委員会                                                            |
| 交通処                                                                                   | 水利処                                                        | 原住民事務委員会                                                      |
| 衛生処                                                                                   | 消防処                                                        |                                                                       |
| 直属機関                                                                                 |                                                               |                                                                       |
| 都市計画委員会                                                                           | 台北水源特定区管理委員会                                      |                                                                       |
| 省営事業機関                                                                             |                                                               |                                                                       |
| 台湾銀行                                                                                 | 唐栄鉄工廠有限公司                                            | 台湾汽車客運公司 （現：国光汽車客運股份有限公司）                     |
| 台湾土地銀行                                                                             | 台湾航業股份有限公司                                          | 台湾書店 （教育庁に属する）                                           |
| 台湾省合作金庫 （現：合庫金控公司）                                                      | 台湾鉄路貨物搬運股份有限公司 （交通処に属する）               | 台湾省鉱務局 （建設庁に属する）                                       |
| 台湾人寿保険股份有限公司 （現：台湾人寿）                                                | 台湾新生報業股份有限公司                                      | 台湾鉄路管理局 （交通処に属する）                                     |
| 台湾土地開発信託投資股份有限公司                                                         | 台湾電影文化事業股份有限公司                                  | 基隆港務局 （交通処に属する、現：台湾港務股份有限公司基隆港務分公司） |
| 台湾中興紙業股份有限公司 （現：興中紙業股份有限公司）                                    | 台湾省政府印刷廠 （秘書処に属する、現：財政部印刷廠）         | 高雄港務局 （交通処に属する、現：台湾港務股份有限公司高雄港務分公司） |
| 台湾省農工企業股份有限公司                                                               | 台湾省菸酒公売局 （財政庁に属する、現：台湾菸酒股份有限公司） | 花蓮港務局 （交通処に属する、現：台湾港務股份有限公司花蓮港務分公司） |
| 高雄硫酸錏股份有限公司                                                                   | 台湾省自来水股份有限公司 （現：台湾自来水股份有限公司）       | 台中港務局 （交通処に属する、現：台湾港務股份有限公司台中港務分公司） |
| 省有事業機構 （台湾省政府が50%未満の株式を保有する企業、及び間接的に株式を保有する企業） |                                                               |                                                                       |
| 第一商業銀行 （現：第一金控公司）                                                        | 彰化商業銀行股份有限公司                                      | 台湾電視事業股份有限公司                                              |
| 華南商業銀行                                                                             | 台湾中小企業銀行股份有限公司                                  | 台湾産物保険股份有限公司                                              |

### 虚省化以降
1999年（民国88年）、6組、5室、1会、2任務編組、12附属機関に再編される
- 組：民政組、社会組、衛生組、経建組、財務組、文教組（台湾省政府図書館を含む）
- 室：秘書室、人事室、会計室、政風室、資料室（台湾省政資料館を含む）
- 会：法規会
- 任務編組：台湾省車両行車事故鑑定覆議委員会、台湾省教師申訴評議委員会
- 附属機関：台湾省各区車両行車事故鑑定委員会（基宜区、台北県区、桃園県区、竹苗区、台中県区、台中市区、彰化県区、南投県区、嘉雲区、台南区、高屏澎区、花東区）

台北県、台中県、台中市、台南県、台南市、高雄県が直轄市に移行したことに伴い、2011年1月1日、台湾省各区車両行車事故鑑定委員会の管轄区域が「基宜区、桃園県区、竹苗区、彰化県区、南投県区、嘉雲区、屏澎区、花東区」に変更される。
2012年（民国101年）、4組、3室、2任務編組、8附属機関に再編される
- 組：民社衛環組、教文及資料組（台湾省政府図書館と台湾省政資料館を含む）、財経教法組、行政組
- 室：人事室、会計室、政風室
- 会：法規会
- 任務編組：台湾省車両行車事故鑑定覆議委員会、台湾省教師申訴評議委員会
- 附属機関：台湾省各区車両行車事故鑑定委員会（基宜区、桃園県区、竹苗区、彰化県区、南投県区、嘉雲区、屏澎区、花東区）

2013年（民国102年）1月1日、台湾省図書館が国立公共資訊図書館に移管される。7月18日、台湾省各区車両行車事故鑑定委員会が交通部公路総局（現：交通部公路局）に移管される。
2014年（民国103年）1月1日、台湾省車両行車事故鑑定覆議委員会が交通部公路総局に移管される。
2018年（民国107年）7月1日、台湾省政府の全業務と職員が国家発展委員会に引き継がれる。台湾省政資料館は国立公共資訊図書館に移管される。7月16日、台湾省教師申訴評議委員会が教育部に移管される。

## 庁舎

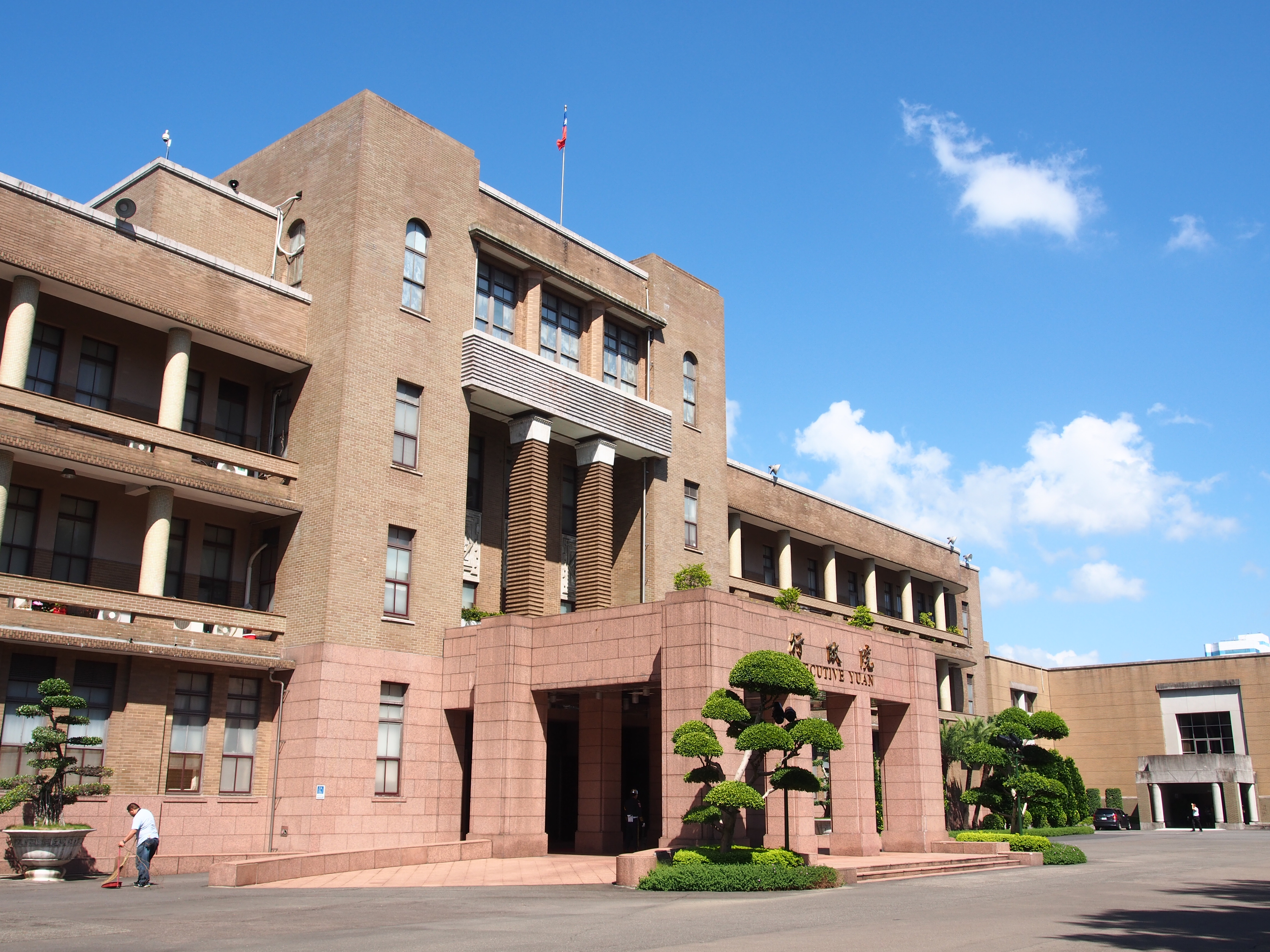
1947年から1956年までの台湾省政府庁舎
（現：行政院）

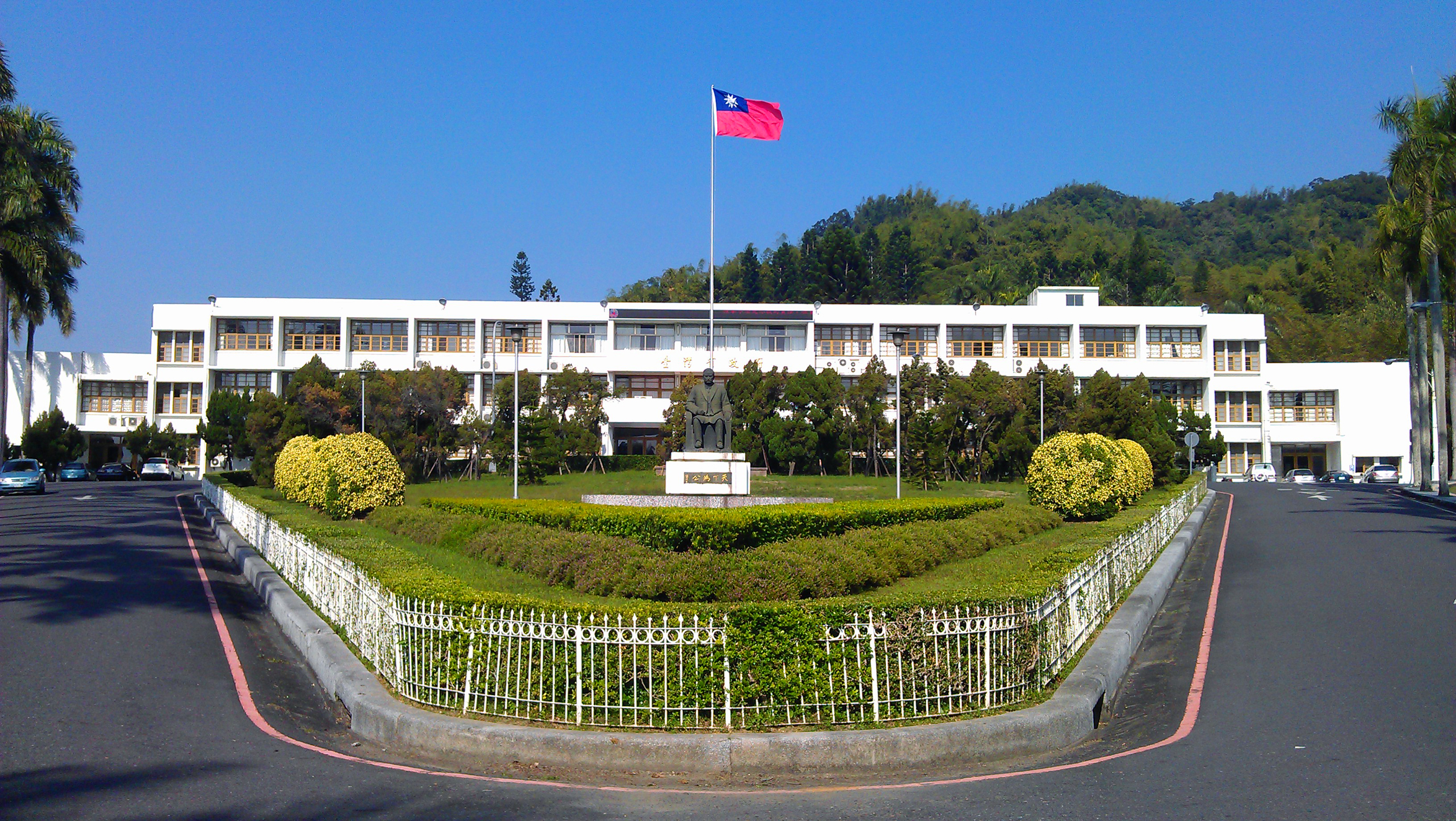
1957年から2018年までの台湾省政府庁舎
（現：国家発展委員会中興弁公区中興新村活化專案弁公室）

- 1945年（民国34年）9月1日：台湾省行政長官公署が重慶市で設立される。
- 1945年10月25日：台湾省行政長官公署が台北市で業務を開始する。旧台湾総督府が修復工事中だったため、旧台北市役所[注 2]を庁舎とした。
- 1956年（民国45年）：台湾省政府が台中県霧峰郷（現：台中市霧峰区）の仮庁舎[注 3]に移転。
- 1957年（民国46年）6月：南投県南投市中興新村に移転。
- 2018年（民国107年）7月20日：旧台湾省政府庁舎に国家発展委員会中興弁公区中興新村活化專案弁公室が設置される[20]。